# 中央南 (印西市)
中央南（ちゅうおうみなみ）は、千葉県印西市の町丁。現行行政地名は中央南一丁目および中央南二丁目。郵便番号270-1340。

## 地理
北は中央南、北東は泉野、東は原山、南東は内野、南は中央北、西は武西学園台に隣接している。

## 世帯数と人口
2017年（平成29年）10月31日現在の世帯数と人口は以下の通りである。
| 丁目         | 世帯数  | 人口    |
| ------------ | ------- | ------- |
| 中央南一丁目 | 423世帯 | 1,062人 |
| 中央南二丁目 | 413世帯 | 1,197人 |
| 計           | 836世帯 | 2,259人 |

## 小・中学校の学区
市立小・中学校に通う場合、学区は以下の通りとなる。
| 丁目         | 番地 | 小学校               | 中学校             |
| ------------ | ---- | -------------------- | ------------------ |
| 中央南一丁目 | 全域 | 印西市立内野小学校   | 印西市立原山中学校 |
| 中央南二丁目 | 全域 | 印西市立小倉台小学校 | 印西市立木刈中学校 |

## 施設

### 一丁目
- 印西市役所中央駅前出張所
- 印西市中央駅前センター
- 千葉銀行千葉ニュータウン支店
- 千葉興業銀行千葉ニュータウン支店
- いんざい産学連携センター
- 千葉ニュータウン中央駅前センタービル

### 二丁目
- 印西郵便局
- 天然温泉真名井の湯
- アクロスプラザ千葉ニュータウン南

## 交通

### 鉄道
- 北総鉄道北総線
  - 千葉ニュータウン中央駅

### 路線バス
- ちばレインボーバス
  - 神崎線（津田沼駅 - 千葉ニュータウン中央駅 - 木下駅）[5][6]
    - （北総花の丘公園） - タウンセンター南 - 千葉ニュータウン中央駅 - タウンセンター南 - （北総花の丘公園）

  - 西の原線（千葉ニュータウン中央駅 - 印西牧の原駅）[5][7]
  - 高花線（千葉ニュータウン中央駅 - 高花）[5][8]
    - 千葉ニュータウン中央駅 - タウンセンター南 - （北総花の丘公園）

### 道路
- 国道
  - 国道464号